# Suzakumon

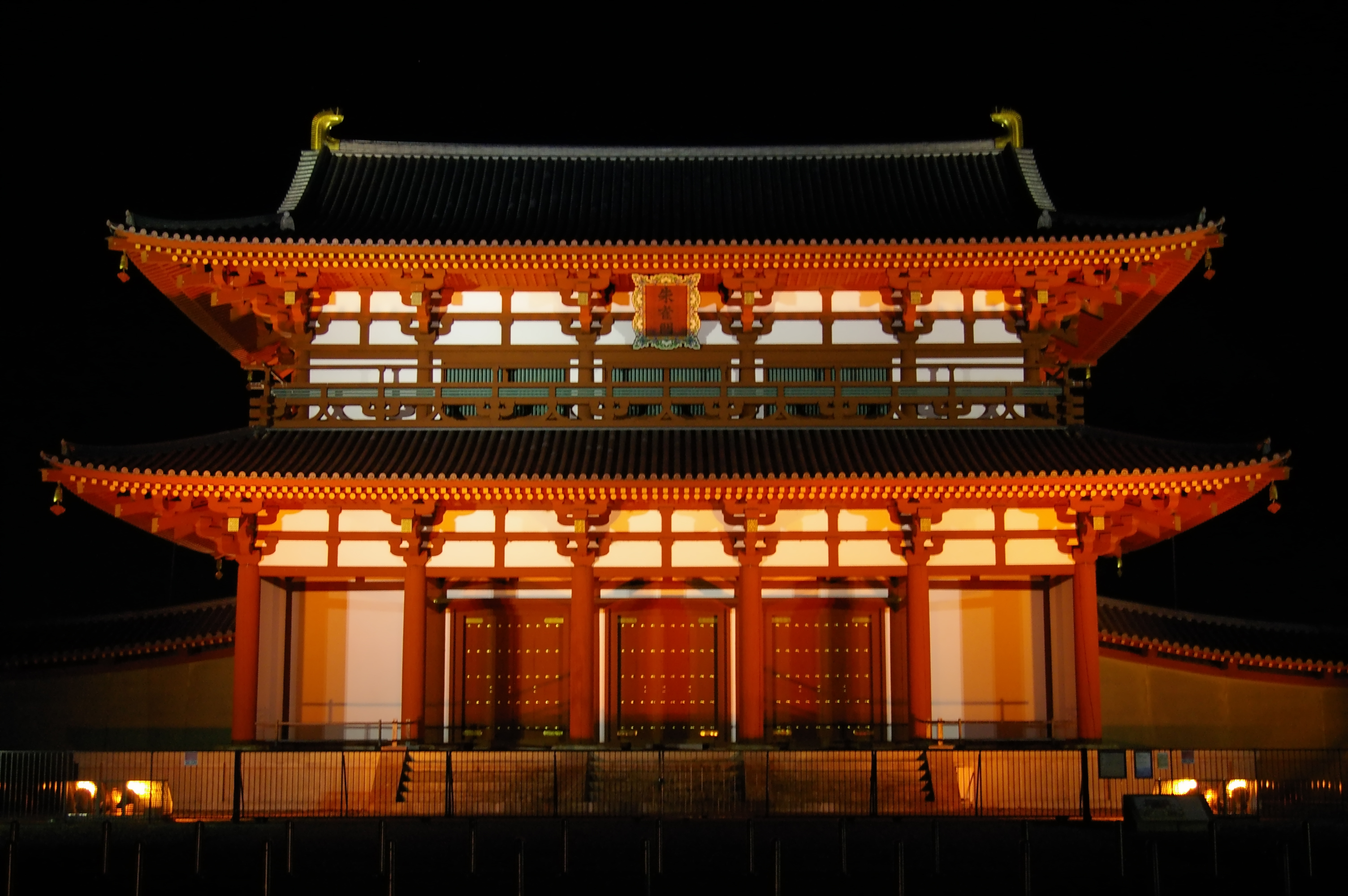
Vue nocturne du suzakumon reconstruit du palais Heijō.

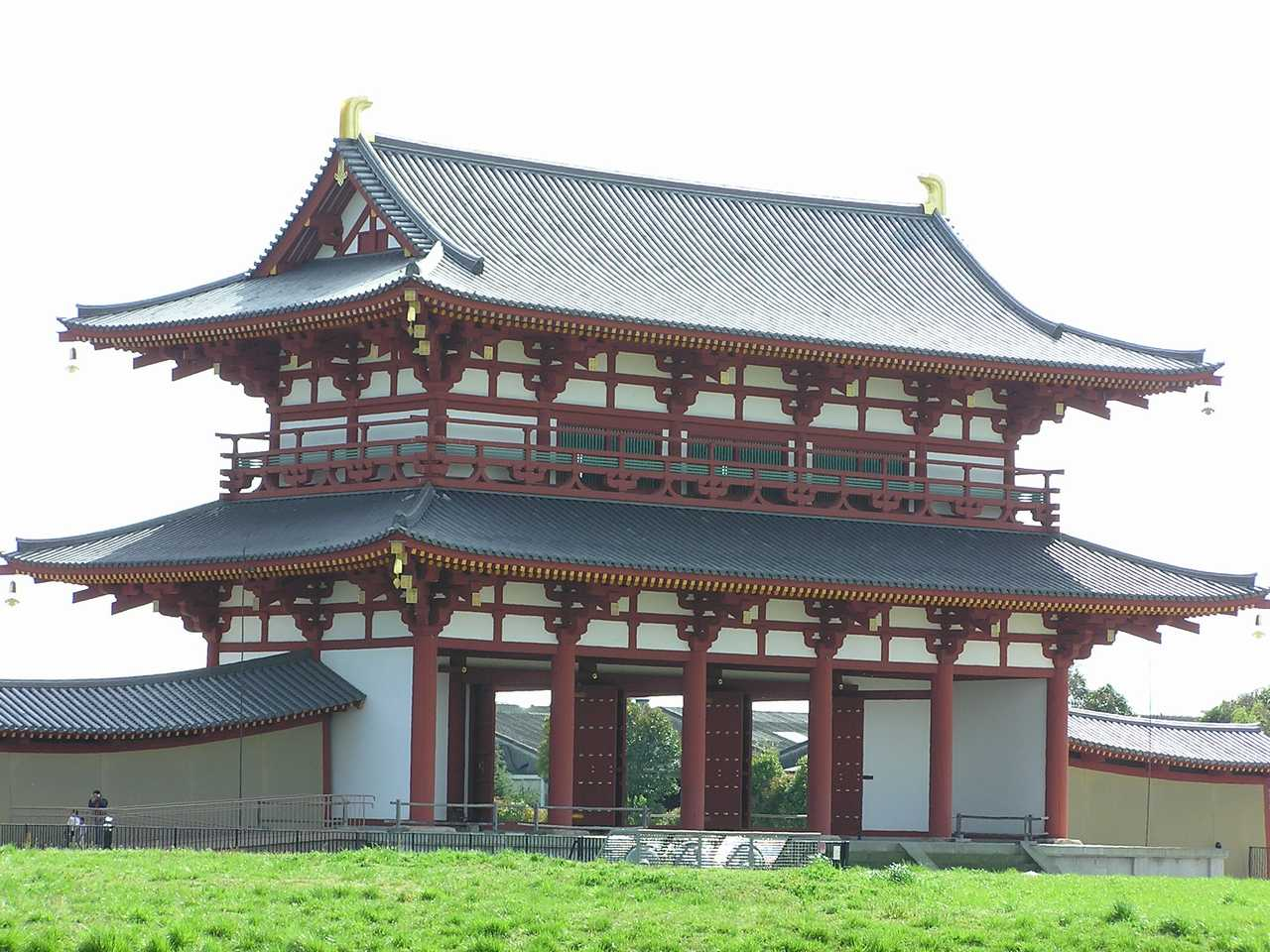
Le suzakumon reconstruit du palais Heijō à Nara.

Le suzakumon (朱雀門, ou shujakumon) est la porte principale construite au centre de l'extrémité sud des palais impériaux japonais dans les capitales anciennes de Fujiwara-kyō (Kashihara), Heijō-kyō (Nara) et plus tard Heian-kyō (Kyoto). Son emplacement suit les exigences de l'ancien modèle chinois des palais de l'époque où Suzaku (朱雀, Suzaku), l'oiseau vermillon, est le gardien du Sud (voir Quatre animaux).
Il passe pour être le site où les dignitaires étrangers sont reçus par l'empereur du Japon. Tous les suzakumon ont été détruits, il y a des siècles, avec les anciennes demeures impériales.

## Suzakumonde Nara
En 1993, il est décidé que la porte de Nara sera reconstruite. Il s'avère extrêmement difficile de se représenter à quoi le suzakumon ressemblait, car il n'existe pas de restes de bâtiments.
Un modèle hypothétique est développé, basé sur l'architecture comparable ailleurs, et la nouvelle porte est construite à partir d'un mélange de matériaux de construction traditionnels (cyprès, bois et tuiles) et de béton, afin de résister aux tremblements de terre. La porte reconstruite est inaugurée en 1998.